# コタキ兄弟と四苦八苦
『コタキ兄弟と四苦八苦』（コタキきょうだいとしくはっく）は、2020年1月11日（10日深夜）から3月28日（27日深夜）まで、テレビ東京系「ドラマ24」で放送されたテレビドラマ。主演は古舘寛治と滝藤賢一。脚本は野木亜紀子によるオリジナル。不器用にしか生きられない兄弟がひょんなことから「レンタルおやじ」を始めることで、様々な人々からの無茶な依頼に苦しみながらも懸命に生きようとするさまを描く。

## 企画・製作
ダブル主演を務める古舘と滝藤が2017年に偶然出会った時に「自分たちがダブル主演できるドラマを立ち上げよう」と意気投合したことから始まった企画で、3年あまりの月日を経て公になるプロジェクトとなる。主演が実現することになった古舘は「これはきっとドッキリに違いない。自分が主演なんてありえない」と謙遜しながらも、「もう必死にやるしかない。何としても面白いドラマにしたい」と意気込みを語った。もう1人の主演で弟役を務める滝藤も「古舘さんと2人で立ち上げた企画がこんな大きなプロジェクトになって嬉しい限り」と喜びを表現した上でこのドラマを大いに楽しみたいとコメントした。

## 受賞
- ギャラクシー賞 - 第57回（2019年度）奨励賞[2]
- ATP賞 - 第36回ATP賞テレビグランプリ・ドラマ部門最優秀賞[3]

## キャスト
古滝一路（こたき いちろう）〈46〉
演 - 古舘寛治
古滝兄弟の長男。独身。1973年6月23日生まれ。練馬区南町3丁目21番19号在住。以前は予備校「三矢ゼミナール」の英語講師をしていたが、2017年3月を以て契約満了。現在は無職。父にも母にも似ていない。使用携帯はPHS。
唯一の楽しみは喫茶シャバダバに通うこと。毎日の行動を日記につけている。
イチイチ細かく、こだわりも強い。正論ばかり言う性分であり、二路から毎度のように指摘される。高校時代にはノートの貸し借り時に拇印を押させていた。恋愛ベタ。かつては弁護士を目指していたが母・貴子が倒れた影響で試験に落ちてしまった。
古滝二路（こたき じろう）〈42〉
演 - 滝藤賢一
古滝兄弟の次男。既婚で子持ち。1976年11月2日生まれ。三鷹市大倉1丁目7番15号 フラワーポポロ503号在住。無職。父・零士似。使用携帯はスマートフォン。
「UFOに気を取られて」自転車に乗ったムラタと接触事故を起こしてしまい、8年ぶりに一路の自宅に転がり込んでくる。なお、本人はまったくの無傷だった。
すぐに他人の懐に入る一方、馴れ馴れしく図々しい。適当な発言ばかりで、一路を呆れさせる。嘘をつくのは得意だが、その場しのぎになりがち。「ハッピー」と言うことが多く、やたらと言葉を省略したがる。本人曰く「モテる」。
笹谷五月（ささや さつき）〈25〉
演 - 芳根京子（幼少期：渋谷南那）
喫茶店「シャバダバ」の看板娘。愛称は「さっちゃん」。それまで赤字経営だったシャバダバを救った救世主。時給の値上げ交渉はきっちり行っている。実は古滝兄弟の腹違いの妹だが本人は知らない。同性愛者。
ムラタ
演 - 宮藤官九郎
「レンタルおやじ」代表。古滝兄弟が「レンタルおやじ」を始めるきっかけを作った。
二路と接触したときには「UFOに気を取られていた」と言い、二路から同調された。
２匹の猫と暮らしている。普段は温厚だが、怒ると怖い。
後藤米吉（ごとう よねきち）
演 - 山田良行
「シャバダバ」店主。毎日店にはいるが、寝てばかりいる。
古滝有花（こたき ゆか）
演 - 中村優子
二路の妻。1979年8月5日生まれ。三鷹市大倉1丁目7番15号 フラワーポポロ503号在住。離婚届を二路に突きつけ、マンションから追い出した。職業は中学の数学教師。六花の留学費用を一路から借りている。
バールくん
演 - 伊島空
喫茶店「シャバダバ」の常連さん。イケメン。さっちゃんに気がある。のちにシャバダバで働き始める。

## ゲスト
第1話　
- 鈴木静子 - 市川実日子

第2話
- 渡辺手鞠 - 岸井ゆきの
- 渡辺誠 ‐ 松澤匠

第3話
- 坂井栄太 - 望月歩

第4話
- 島須弥子 - 樋口可南子

第6話
- 六花 - 川島鈴遥 　 　二路と有花の一人娘。英語を勉強するためマレーシアに留学している。
- タワマンセレブ - 岡部たかし

第7話
- 神野あかり - 門脇麦 　 　元看護師。職場での心労が原因でセルフネグレクト状態に陥ってしまった。

第9話
- ボブ - 吉沢悠 　 　「レンタルおじさま」の主宰者。怪しいセミナーを度々行なっている。

第10話
- 古滝零士 - 小林薫　  　古滝兄弟とさっちゃんの父親。自称発明家、または船乗り。
- 笹谷瑞樹 - 手塚理美

　さっちゃんの母親。飛騨高山で旅館の女将として働いている。

第11話
- 安西未知留 - 北浦愛

　さっちゃんの元恋人。歯学部の６年生。

## スタッフ
- 脚本 - 野木亜紀子
- 監督 - 山下敦弘
- 音楽 - 王舟&BIOMAN（スペースシャワーネットワーク）
- オープニングテーマ - Creepy Nuts「オトナ」（ソニー・ミュージックアソシエイテッドレコーズ）[7]
- エンディングテーマ - STARDUST REVUE「ちょうどいい幸せ」（日本コロムビア）[8]
- チーフプロデューサー - 阿部真士（テレビ東京）
- プロデューサー - 濱谷晃一（テレビ東京）、根岸洋之（マッチポイント）、平林勉（AOI Pro.）、伊藤太一（AOI Pro.）
- 制作 - テレビ東京、AOI Pro.
- 製作著作 - 「コタキ兄弟と四苦八苦」製作委員会

## 放送日程
| 話数   | 放送日  | サブタイトル   | ラテ欄                                                               |
| ------ | ------- | -------------- | -------------------------------------------------------------------- |
| 第01話 | 1月11日 | 一、怨憎会苦   | 愛すべきダメ兄弟がレンタルおやじに!                                  |
| 第02話 | 1月18日 | 二、求不得苦   | レンタル結婚詐欺!? 参列者はニセモノ!                                 |
| 第03話 | 1月25日 | 三、曠夫受苦   | 恋のAオアB論争 恋愛相談で大ゲンカ 究極二択の初デート                 |
| 第04話 | 2月01日 | 四、死苦       | 世界滅亡まで3カ月 恐怖のオカルト依頼                                 |
| 第05話 | 2月08日 | 五、愚慮弄苦   | レジ泥棒は看板娘!? 消えた3万円を追え… 兄弟おやじ探偵が暴くトリック!  |
| 第06話 | 2月15日 | 六、世間縛苦   | レンタル先で別居妻と鉢合わせ! タワマンセレブからの高額依頼は地獄絵図 |
| 第07話 | 2月22日 | 七、病苦       | ゴミ屋敷で孤独死!? 腐りかけ謎女の正体は面倒くさい病…兄弟も伝染ピンチ |
| 第08話 | 2月29日 | 八、五蘊盛苦   | 兄と弟、中身が入れ替わってる…!? オヤジ2人で“君の名は”                |
| 第09話 | 3月07日 | 九、増上慢苦   | 悪レンタルおやじ!? 誰でも年収650万円…怪しいセミナー潜入              |
| 第10話 | 3月14日 | 十、老苦       | 死んだ父親と再会!? 行方不明の理由に絶句 5年隠した兄の秘密            |
| 第11話 | 3月21日 | 十一、生苦     | 看板娘に元カノジョ…両親からは猛反対! 幸せとは!? 涙の決断             |
| 最終話 | 3月28日 | 十二、愛別離苦 | 最愛の妹とお別れ…古滝家一泊ツアーで涙の闇鍋!? 19年越しの奇跡が!      |

### 放送局
| 放送期間                | 放送時間                     | 放送局         | 対象地域       | 備考   |
| ----------------------- | ---------------------------- | -------------- | -------------- | ------ |
| 2020年1月11日 - 3月28日 | 土曜 0:12 - 0:52（金曜深夜） | テレビ東京     | 関東広域圏     | 製作局 |
|                         |                              | テレビ愛知     | 愛知県         |        |
|                         |                              | テレビせとうち | 岡山県・香川県 |        |
|                         |                              | テレビ北海道   | 北海道         |        |
|                         |                              | TVQ九州放送    | 福岡県         |        |
| 2020年1月14日 - 3月31日 | 火曜 0:12 - 0:52（月曜深夜） | テレビ大阪     | 大阪府         |        |
| 2020年1月24日 - 4月10日 | 金曜 0:53 - 1:33（木曜深夜） | 静岡放送       | 静岡県         |        |
| 2020年2月07日 - 4月24日 | 金曜 1:02 - 1:42（木曜深夜） | 信越放送       | 長野県         |        |
| 2020年2月15日 - 5月02日 | 土曜 1:55 - 2:35（金曜深夜） | IBC岩手放送    | 岩手県         |        |
| 2020年3月13日 - 5月29日 | 金曜 0:55 - 1:35（木曜深夜） | テレビユー山形 | 山形県         |        |
| 2020年4月06日 - 6月22日 | 月曜 0:00 - 0:35（日曜深夜） | BSテレ東       | 全国           |        |